# Il giro del mondo in 80 giorni (singolo)
Il giro del mondo in 80 giorni  è un singolo di Willy Fog, pseudonimo degli Oliver Onions, pubblicato nel 1984.

## Descrizione
Il brano era la sigla dell'anime Il giro del mondo di Willy Fog, scritto da Cesare De Natale, su musica e arrangiamento di Guido De Angelis e Maurizio De Angelis.
La base musicale, originariamente composta per la versione spagnola La vuelta al mundo de Willy Fog (1983), fu utilizzata anche per la versione francese Le tour du monde en 80 jours (1984), quella britannica Around the World with Willy Fog, quella tedesca Um die Welt mit Willy Fog, quella finlandese Matka Maailman Ympäri 80 Päivässä e quella polacca W 80 Dni Dookola Swiata Z Willym Foggiem.
Sul lato B è incisa la versione strumentale .
La canzone è stata ripubblicata nel 2008 come digital download assieme alla colonna sonora inglese della serie animata, col titolo Willy Fog (versione strumentale), leggermente accelerata, con una durata di 3'14" .

## Tracce
Lato A
- Il giro del mondo in 80 giorni - (Cesare De Natale-Guido De Angelis-Maurizio De Angelis)

Lato B
- Il giro del mondo in 80 giorni (strumentale) - (Cesare De Natale-Guido De Angelis-Maurizio De Angelis)